# Verbascum charidemi
Verbascum charidemi är en flenörtsväxtart som beskrevs av Svante Samuel Murbeck. Verbascum charidemi ingår i släktet kungsljus, och familjen flenörtsväxter. Inga underarter finns listade i Catalogue of Life.